# Arbachgraben
Der Arbachgraben ist ein Bach in Pleinfeld im  mittelfränkischen Landkreis Weißenburg-Gunzenhausen. Er ist ein gut einen halben Kilometer langer, nordnordwestlicher und rechter Zufluss des Arbachs.

## Verlauf
Der Arbachgraben entspringt auf einer Höhe von etwa 450 m ü. NN in einem Waldgelände südlich von Kleinweingarten. Nach einem Lauf von insgesamt 545 m mündet er auf einer Höhe von ungefähr 400 m ü. NN zwischen Kleinweingarten und  Göppersdorf in den Arbach.